# Виктор Антипин
Виктор Владимирович Антипин (рус. Виктор Владимирович Антипин; Уст-Каменогорск, 6. децембар 1992) професионални је руски хокејаш на леду који игра на позицији одбрамбеног играча.
У дресу екипе Металурга из Магнитогорска освојио је у сезони 2013/14. трофеј Гагариновог купа, док је сезону пре играо утакмицу свих звезда КХЛ лиге. Са репрезентацијом Русије до 20 година освојио је сребрну медаљу на светском првенству 2012. године. За сениорску репрезентацију Русије на великим такмичењима дебитовао је на Светском првенству 2015. у Чешкој.
Његов отац Владимир Антипин такође је био професионални хокејаш и репрезентативац Казахстана, а данас ради као хокејашки тренер.

## Клупска каријера
Прве хокејашке кораке Виктор је направио у школи хокеја магнитогорског Металурга за чији омладински састав (Магнитогорск-2) је заиграо у сезони 2008/09. (у то време у трећој лиги Русије). Након солидне дебитантске сезоне у којој је одиграо 10 утакмица и постигао један гол и две асистенције, од 2009. па до 2012. играо је за МХЛ екипу Стаљније лиси (јуниорски фарм клуб Металурга). У сезони 2009/10. освојио је титулу победника МХЛ лиге.
Иако је за сениорски тим одиграо неколико минута у две утакмице током сезоне 2010/11, стандардним првотимцем Магнитогорска постаје у сезони 2012/13. током које је постигао укупно 11 голова и 13 асистенција (на укупно 57 одиграних утакмица). Током исте сезоне проглашен је за најбољег дебитанта лиге у месецу новембру, а сезону је окончао играјући на мечу свих звезда КХЛ лиге.
Већ наредне сезоне 2013/14. са екипом из Магнитогорска освојио је титулу победника Гагариновог купа, а раније током сезоне проглашен је и за најбољег одбрамбеног играча месеца јануара.

## Репрезентативна каријера
Антипин је играо за све млађе репрезентативне селекције Русије, а први велики успех остварио је са репрезентацијом до 20 година са којом је освојио сребну медаљу на првенству света 2012. године.
У дресу сениорске репрезентације дебитовао је Карјала купу, и то на утакмици против Финске играној 8. новембра 2014. године. Потом је заиграо и на преостала два турнира Еврохокеј тура. На светским првенствима по први пут је заиграо на првенству 2015. у Чешкој Републици.